# 1513
1513 (MDXIII) var ett normalår som började en lördag i den julianska kalendern.

## Händelser

### Februari
- 20 februari – Vid den dansk-norske kungen Hans död efterträds han som kung i båda länderna av sin son Kristian II.[1]

### Mars
- 9 mars – Sedan Julius II har avlidit den 21 februari väljs Giovanni di Lorenzo de' Medici till påve och tar namnet Leo X. Han utropas till påve två dagar senare.[2]

### April
- 2 april – Den spanske upptäckaren Juan Ponce de León upptäcker Florida när han söker efter ungdomens källa.

### Juli
- 15 juli – Stillestånd sluts mellan Sverige och Danmark i Köpenhamn. Man lyckas inte lösa frågan om den svenska tributen.

### September
- 9 september – Vid Jakob IV:s död efterträds han som kung av Skottland av sin 1-årige son Jakob V.

### December
- 17 december – Appenzell blir fullvärdig medlem av Schweiziska edsförbundet.[3]

### Okänt datum
- Hemming Gadh avsätts som Linköpings biskop och efterträds av Hans Brask.
- Sten Sture den yngre förhandlar med Moskva och förmår förlänga vapenstilleståndet mellan Sverige och Ryssland.
- Bönderna i södra Västergötland gör uppror mot centralmakten och tar makten i området. Hur länge är dock okänt.
- Familjen Fugger blir agenter för all handel med avlatsbrev i den katolska världen.

## Födda
- 24 september – Katarina av Sachsen-Lauenburg, drottning av Sverige 1531–1535, gift med Gustav Vasa.[4]
- Michael Bajus, belgisk teolog.

## Avlidna
- 20 februari – Hans, kung av Danmark sedan 1481, av Norge sedan 1483 och av Sverige 1497–1501.
- 21 februari – Julius II, född Giuliano della Rovere påve sedan 1503.
- 9 september – Jakob IV, kung av Skottland sedan 1488.

### Fotnoter
1. ↑  Det hände i dag
2. ↑  ”Roman Catholic Church” (på engelska). World Statesmen. http://www.worldstatesmen.org/Catholic.html. Läst 23 november 2012.
3. ↑  World Statesmen (läst 7 april 2011)
4. ↑  Det hände i dag